# Firebaugh
Firebaugh és una població dels Estats Units a l'estat de Califòrnia. Segons el cens del 2008 tenia 7.001 habitants.

## Demografia
Segons el cens del 2000, Firebaugh tenia 5.743 habitants, 1.418 habitatges, i 1.246 famílies. La densitat de població era de 783,5 habitants/km².
Dels 1.418 habitatges en un 59,5% hi vivien nens de menys de 18 anys, en un 66,4% hi vivien parelles casades, en un 14,7% dones solteres, i en un 12,1% no eren unitats familiars. En el 9,4% dels habitatges hi vivien persones soles el 4,9% de les quals corresponia a persones de 65 anys o més que vivien soles. El nombre mitjà de persones vivint en cada habitatge era de 4,01 i el nombre mitjà de persones que vivien en cada família era de 4,28.
Per edats la població es repartia de la següent manera: un 39,3% tenia menys de 18 anys, un 10,8% entre 18 i 24, un 28,7% entre 25 i 44, un 14,7% de 45 a 60 i un 6,4% 65 anys o més.
L'edat mediana era de 25 anys. Per cada 100 dones de 18 o més anys hi havia 105,7 homes.
La renda mediana per habitatge era de 31.533 $ i la renda mediana per família de 33.018 $. Els homes tenien una renda mediana de 24.213 $ mentre que les dones 17.829 $. La renda per capita de la població era de 9.290 $. Entorn del 20% de les famílies i el 22,5% de la població estaven per davall del llindar de pobresa.

## Poblacions més properes
El següent diagrama mostra les poblacions més properes.